# Bare
Bare es una película estadounidense de género dramático. Está dirigida y escrita por Natalia Leite y producida por la misma, Alexandra Roxo y Chad Burris. Está protagonizada por Dianna Agron, Paz de la Huerta, Chris Zylka, y Louisa Krause. Fue estrenada el 19 de abril de 2015 en el Festival de cine de Tribeca.

## Sinopsis
Sarah Barton (Dianna Agron), una chica joven que vive en un pequeño y desierto pueblo en Nevada. Cuando Sarah conoce a Pepper (Paz de la Huerta), una mujer de la calle que la lleva una vida de drogas, estríperes y experiencias psicódelicas y espirituales. Sarah está decidida a dejar su antigua vida atrás y ver hasta donde llegan los límites de su relación.

## Reparto
- Dianna Agron como Sarah Barton.
- Paz de la Huerta como Pepper.
- Chris Zylka como Haden.
- Louisa Krause como Lucille Jacobs.
- María Precio Moore como Linda Barton.
- Lora Martínez-Cunningham como Jaz.

## Crítica
Bare ha recibido críticas positivas, han destacado la transición y el cambio de personaje de Agron con respecto a su personaje de Quinn Fabray de Glee. Frank Scheck de la revista The Hollywood Reporter expresó: "Agron es bastante convincente con su personaje de Sarah tiene un carácter completamente diferente a su personaje en Glee, además logró transmitir la libertad sexual de su personaje. También destacó el personaje de Paz de la Huerta.